# Serroni (Contursi Terme)
Serroni è una frazione di 411 abitanti del comune di Contursi Terme, in provincia di Salerno.

## Geografia fisica
L'abitato si sviluppa a circa 300m dal centro cittadino, a 190 m s.l.m., ed è composto da: Viale Festola, Via Fontana, Via Costa di Palma.

## Storia
Il centro abitato è stato edificato verso gli inizi degli anni '90, ma il luogo è in generale antichissimo, come testimoniano i ruderi di antiche abitazioni poste tra Viale Festola e Via Fontana.
L'abitato si è poi sviluppato tra il 2010 e il 2013, con la costruzione di nuove abitazioni a nord della frazione.

## Monumenti e luoghi d'interesse
- Oratorio della Madonna del Buon consiglio: piccola chiesa posta a metà del Viale Festola, costruita nel 1901, demolita e ricostruita nel 2009, ancora da completare.

## Economia
La principale risorsa è la coltivazione e la produzione dell'olio di oliva Colline Salernitane (DOP).